# Stazione di Ponte d'Adige
La stazione di Bolzano Ponte d'Adige (in tedesco Bahnhof Bozen-Sigmundskron) è una stazione ferroviaria posta sulla linea Bolzano-Merano. Serve la località di Ponte d'Adige (Sigmundskron), nel comune di Bolzano, ed il comune di Appiano sulla Strada del Vino.
Il fabbricato viaggiatori è grande e la pensilina permette nelle ore di punta una grande affluenza di passeggeri. Le banchine sono state recentemente ristrutturate e rialzate come da norma.
Nella stazione effettuano fermata tutti i treni regionali nell'arco delle 24 ore.

## Servizi
- Biglietteria automatica ed obliteratrici
- Sala per l'attesa
- Interscambio con gli autobus urbani della linea 9